# Leposternon
Leposternon es un género de reptiles de la familia de los amfisbénidos. Sus 10 especies habitan en regiones templadas y cálidas del norte y centro de Sudamérica y son denominadas comúnmente culebras de dos cabezas o víboras ciegas.

## Taxonomía
Descripción original
Este género fue descrito originalmente en el año 1824 por el herpetólogo alemán Johann Georg Wagler.
Historia taxonómica
En el año 1971 C. Gans realizó una revisión del género, por la cual redujo las más de 24 formas asignadas a Leposternon a solo 7. Posteriormente fueron siendo descritas más especies.
En el año 2009, T. Mott y D. R. Vieites presentaron una hipótesis filogenética molecular en la que incluyeron a Leposternon (además de a Cercolophia, Bronia, Aulura y Anops) dentro del género Amphisbaena. Este arreglo taxonómico fue considerado polémico y no fue aceptado por siguientes autores, por lo que se siguió considerando a Leposternon como un género válido.
Subdivisión
El género Leposternon está integrado por 10 especies
- Leposternon bagual Ribeiro, Santos & Zaher, 2015[1]
- Leposternon infraorbitale (Berthold, 1859)
- Leposternon kisteumacheri Porto, Soares &Caramaschi, 2000[8]
- Leposternon maximus Ribeiro, Nogueira, Cintra, Da Silva & Zaher, 2011
- Leposternon microcephalum Wagler, 1824
- Leposternon octostegum (A.H.A. Duméril, 1851)
- Leposternon polystegum (A.H.A. Duméril, 1851)
- Leposternon scutigerum Hemprich, 1820
- Leposternon wuchereri (W. Peters, 1879)[9]

## Distribución
Las especies de Leposternon están distribuidas desde la región amazónica a través de Brasil, Bolivia, Paraguay y Uruguay hasta el noroeste y nordeste de la Argentina. La mayor parte de las especies son endémicas de Brasil.
Leposternon microcephalum ocupa casi toda la distribución genérica; las formas restantes parecen ser más o menos simpátricas a ella.

## Hábitos y características
Todas sus especies están adaptadas para una vida completamente fosorial. 
Presentan una cabeza con la frente deprimida, con las aberturas de las fosas nasales en la parte ventral del hocico, rostral y nasales fusionadas en un solo escudo (escudo rostronasal) y cubierta segmentaria en la parte gular. El cuerpo es alargado y relativamente ancho; cada vértebra cubre más de dos anillos dérmicos; la cola es relativamente corta a muy corta, con la punta redondeada, y sin presencia de sector para su autotomía. En dos especies se observa además, la presencia de poros precloacales.